# 2K Australia
2K Australia var en datorspelsutvecklare i Canberra i Australien. Företaget var dotterbolag till 2K Games.
Den 16 april 2015 meddelades att studion lades ner på grund av kostnaderna att driva en spelstudio i Australien.

## Spel utvecklade av 2K Australia
| År   | Titel                         | Plattform(er) | Plattform(er) | Plattform(er) | Plattform(er) | Plattform(er) |
| År   | Titel                         | Linux         | Mac           | PS3           | Win           | X360          |
| ---- | ----------------------------- | ------------- | ------------- | ------------- | ------------- | ------------- |
| 2002 | Freedom Force                 | Nej           | Ja            | Nej           | Ja            | Nej           |
| 2004 | Tribes: Vengeance             | Nej           | Ja            | Nej           | Ja            | Nej           |
| 2005 | SWAT 4                        | Nej           | Ja            | Nej           | Ja            | Nej           |
| 2007 | BioShock                      | Nej           | Ja            | Ja            | Ja            | Ja            |
| 2010 | BioShock 2                    | Nej           | Ja            | Ja            | Ja            | Ja            |
| 2013 | BioShock Infinite             | Nej           | Ja            | Ja            | Ja            | Ja            |
| 2013 | The Bureau: XCOM Declassified | Nej           | Ja            | Ja            | Ja            | Ja            |
| 2014 | Borderlands: The Pre-Sequel!  | Ja            | Ja            | Ja            | Ja            | Ja            |